# Lauwers
Lauwers er en 40 km lang flod i de nordlige Nederlande. Floden danner dele af grænsen mellem provinserne Frisland og Groningen. Floden har sit udspring ved landsbyen Surhuisterveen (frisisk: Surhústerfean) og munder ud i den inddigede bugt Lauwersmeer/Lauwerszee.
Lauwersens forløb er af historisk betydning. Allerede i vikingetidens Lex Frisionum skelnes mellem de vest og øst for Lauwers boede frisere, floden var altså allerede i middelalderen grænseflod mellem de vest- og østlauwerske Frislande.
53°15′24″N 6°14′00″Ø / 53.256666666667°N 6.2333333333333°Ø